# Винстон Е. Скот
Винстон Елиот Скот (енгл. Winston Elliott Scott; Мајами, 6. август 1950) бивши је амерички пилот, ваздухопловни инжењер, астронаут. Изабран је за астронаута 1992. године.
Пре него што је изабран за астронаута, летео је као борбени пилот у Америчкој ратној морнарици. Активна служба му је трајала од 1972. до 1999. године. По завршетку факултета, приступио је Морнарици преко Ваздухопловне морнаричке школе за официрске кандидате, коју је успешно завршио и постао пилот. Летео је на хеликоптерима, а по завршетку обуке ловачких авиона, и у борбеној авијацији Ратне морнарице САД. Летео је, између осталог, на F-14 томкету и F/A-18 хорнету.
Два пута је летео у свемир, оба пута као специјалиста мисије. Први пут у јануару 1996. године, на мисији СТС-72, а други пут у новембру 1997. на мисији СТС-87. У тим приликама забележио је три свемирске шетње. У свемиру је провео 24 дана. Пензионисао се крајем јула 1999. у чину капетана.
По завршетку војне и летачке каријере, радио је као продекан за наставу Државног универзитета Флориде. Потом је био директор свемирске агенције Флориде и као такав заступао интересе савезне државе Флориде у погледу развоја политике везане за космичка питања и имао саветодавну улогу гувернера и вице-гувернера Флориде. Данас обавља функцију декана Факултета за ваздухопловство Технолошког института Флориде.
Током каријере забележио је преко 5.000 часова лета, и више од 200 слетања на брод.
Средњу школу је завршио у Корал Гејблсу 1968. године. Дипломирао је музику на Државном универзитету Флориде 1972. године. Магистрирао је ваздухопловну технику на Морнаричкој постдипломској школи 1980. године. Бавио се борилачким вештинама и носилац је црног појаса други дан у шотокан каратеу. Као средњошколац свирао је трубу. Носилац неколико друштвених признања, цивилних и војних одликовања. Ожењен је и има двоје деце.

## Галерија
- Винстон Скот (лево, стоји) са посадом СТС-72, 1995. године
- Винстон Скот током свемирске шетње, 1996. године
- Посада СТС-87 током лета (Скот десно, први ред), 1997. године
- Винстон Скот током свемирске шетње, 1997. године
- Бивши астронаути Скот, Ворден, Мекбрајд и Кабана (здесна налево), 2016. године